# 第一次唐紹儀內閣

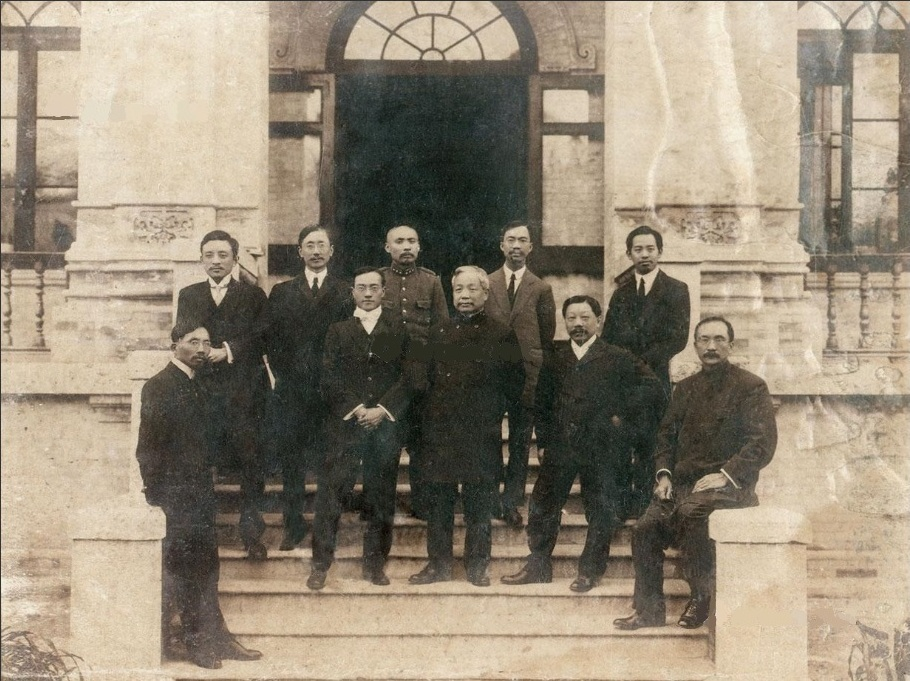
唐紹儀內閣閣員合影。前排右起：内阁总理唐绍仪、代外交总长胡惟德、海军总长刘冠雄、工商次长王正廷、教育总长蔡元培；后排右起：国务院秘书长魏宸组、司法总长王宠惠、陆军总长段祺瑞、交通总长施肇基、农林总长宋教仁

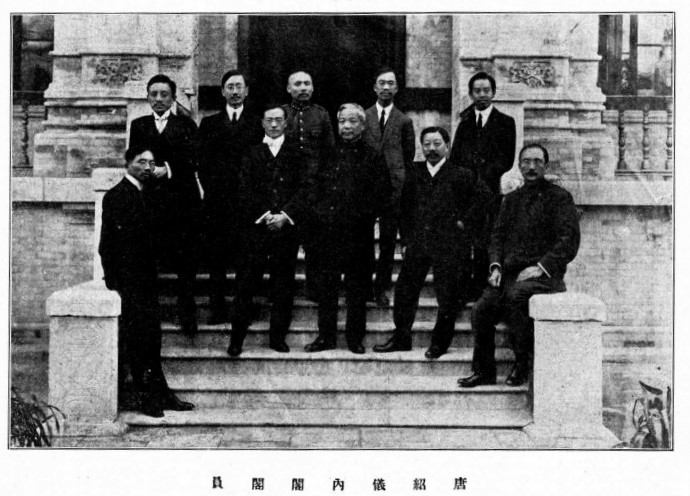
《民国之精华》上刊登的唐紹儀內閣閣員合影。

唐紹儀內閣成立於1912年3月13日。中華民國臨時約法制立後的第一個內閣，也是袁世凱擔任大總統時期的第一個內閣。

## 經過
1912年3月10日，袁世凱就任第二任臨時大總統，依照統一政府組織法於3月13日任命唐紹儀為國務總理，而國務院則於4月20日成立。
唐紹儀為袁世凱的老朋友，亦曾代表清廷與革命軍和談。但同時唐紹儀在組閣時宣誓加入同盟會，表示支持民主共和。唐內閣中的內政、陸軍總長為袁系人物。例如趙秉鈞。亦有立憲派人物，例如熊希齡。而同盟會人物只是出任農林等被称为“冷衙门”部會的總長。
唐紹儀任內主張內閣制，袁世凱則相反。有一次袁世凱打算向英美法德四國銀行貸款，四國銀行提出的條件非常苛刻，例如要求派人監督國家財政。但這項貸款未得內閣同意。唐紹儀得知以後，立即向一些規模較小的外國銀行商討貸款問題。袁世凱得知以後，以將士反對內閣同意任命的王芝祥繼任直隸都督為由，轉調王芝祥主持南京軍務，打擊內閣的威信。6月27日，唐紹儀因為袁世凱政見不合而辭職。

## 內閣成員
- 國務總理：唐紹儀
- 內務總長：趙秉鈞
- 外交總長：陸徵祥
- 財政總長：熊希齡
- 陸軍總長：段祺瑞
- 海軍總長：劉冠雄
- 司法總長：王寵惠
- 教育總長：蔡元培
- 農林總長：宋教仁
- 工商總長：陳其美（未就任）
- 交通總長：唐紹儀（兼任）

### 引用
1. ↑  《宋教仁案》，香港電台廣播節目《中華五千年》 http://www.rthk.org.hk/chiculture/fivethousandyears/ram/391900/730.ram （页面存档备份，存于）, （繁體中文）

### 书籍
- 劉壽林、萬林元、王玉文、孔慶泰，《民國職官年表》，1995年，北京。
- 《中華民國史事紀要》